# Mamudzu

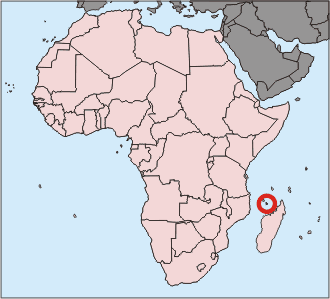
Localização de Maiote

Mamudzu (em francês: Mamoudzou) é a capital administrativa do departamento ultramarino francês de Maiote, na ilha de Grande Terre, também dita Mahoré. Em 2007 tinha cerca de 53022 habitantes.
A anterior capital (até 1977 era Dzaoudzi, na ilha de Petite Terre ou Pamanzi).

## Administração

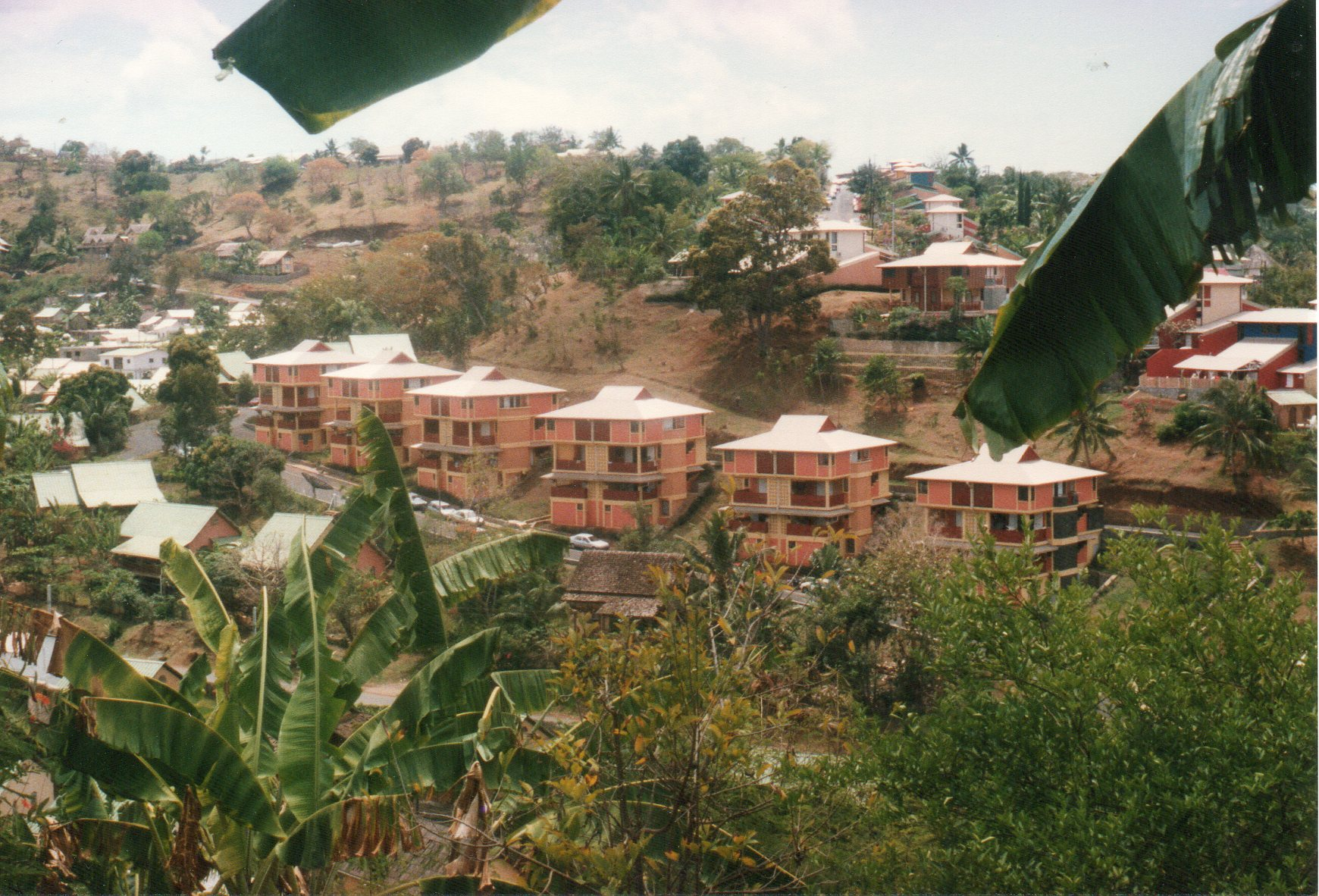
Mamudzu

Na zona mais central da cidade de Mamudzu situam-se os seguintes sete bairros:

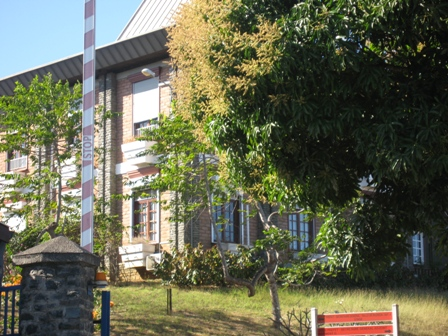
Prefeitura em Mamudzu

- Cavani
- Kawéni (centro comercial)
- Mtsapéré
- Passamainti
- Vahibé
- Tsoundzou I
- Tsoundzou II.